# Primeiro Congresso Continental

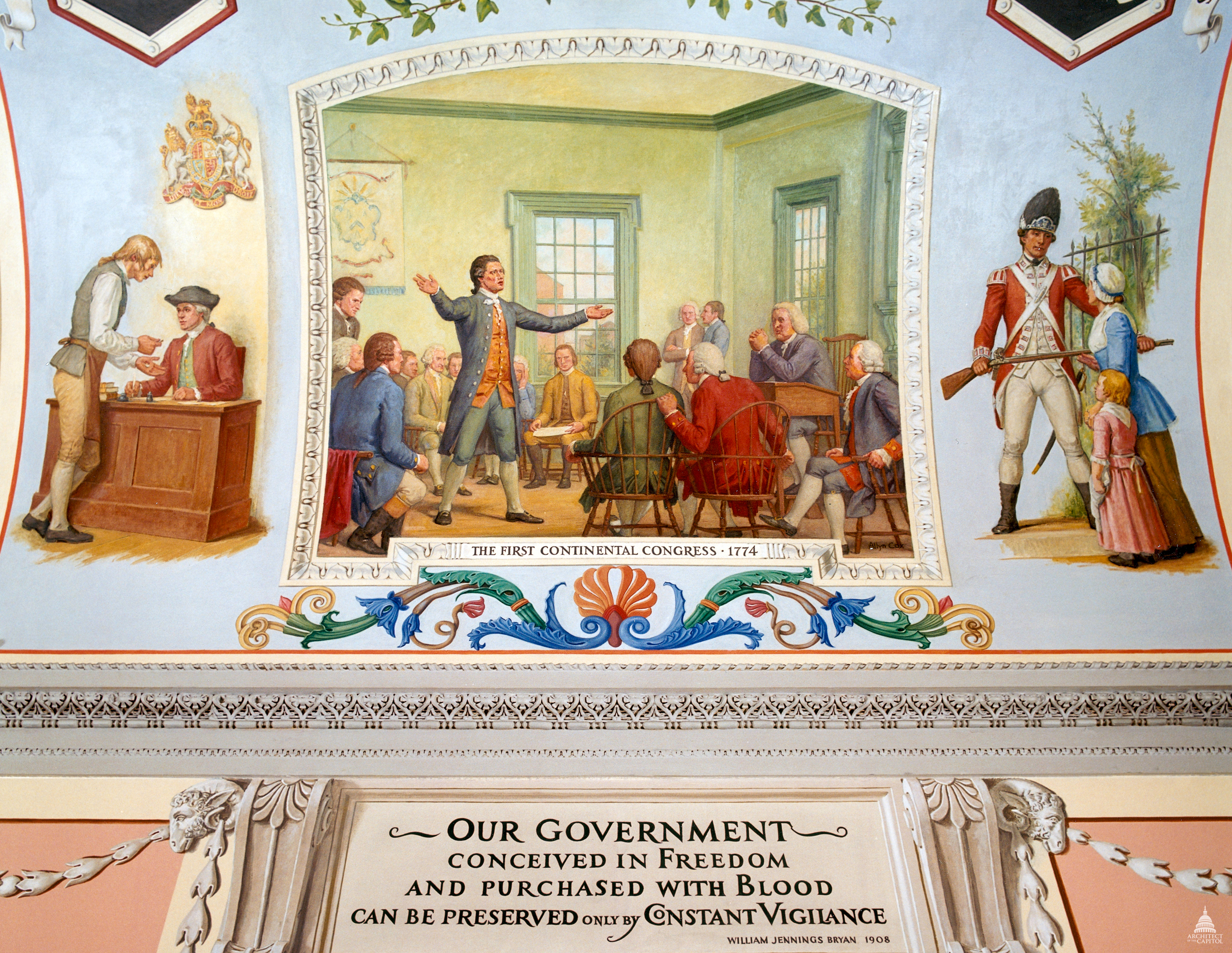
O primeiro congresso continental, 1774.

O Primeiro Congresso Continental foi uma convenção de delegados de 12 das treze colônias (com exceção da Geórgia) ocorrido em 10 de setembro de 1774, na Filadélfia, Pensilvânia. O congresso tinha como objetivo pedir o fim dos impostos e entraves ao desenvolvimento das colônias e o faria através de uma carta escrita ao rei George III e ao Parlamento do Reino Unido. Nesse contexto histórico, a população americana já estava bastante enraivecida com a Grã-Bretanha pois a metrópole já vinha interferindo economicamente demais na sua colônia e, após os acontecimentos da Festa do Chá de Boston, a Grã-Bretanha respondeu com as leis mais ultrajantes do que as todas, as apelidadas pelos colonos de Leis Intoleráveis, publicadas em 1773. Tais leis exigiam o fechamento do porto de Boston e exigiam o julgamento de todos envolvidos na Festa do Chá. Também obrigavam a população das colônias a hospedar as tropas inglesas em suas próprias residências e não permitia que membros reais acusados de penas capitais fossem julgados nas colônias e sim na Inglaterra para evitar juris hostis, entre outras. Devido a tudo isso, os colonos agiram de forma rebelde, criando associações locais em detrimento dos representantes da coroa. O Primeiro Congresso Continental, basicamente, firmou a soberania das associações e tentou cancelar as Leis Intoleráveis. Não satisfeitos com o congresso, o governo inglês ordenou a destruição de um depósito de armas dos colonos (Batalhas de Lexington e Concord). Em 1775, os conflitos armados deram o início à guerra de independência.

## Convenção
O Congresso reuniu-se de 5 de setembro a 26 de outubro de 1774, no Carpenters' Hall, na Filadélfia; participaram delegados de 12 colônias britânicas. Eles eram eleitos pelo povo das várias colônias, pelo legislativo colonial ou pelo Comitê de Correspondência de uma colônia. Os sentimentos legalistas superaram as opiniões patriotas na Geórgia, e essa colônia não se juntou à causa até o ano seguinte.
Peyton Randolph foi eleito presidente do Congresso no dia da abertura, e serviu até 22 de outubro, quando problemas de saúde o forçaram a se aposentar, e Henry Middleton foi eleito em seu lugar para o balanço da sessão. Charles Thomson, líder do Comitê de Correspondência da Filadélfia, foi escolhido como secretário do Congresso. As regras adotadas pelos delegados foram concebidas para salvaguardar a igualdade dos participantes e promover o debate fluido.
À medida que as deliberações avançavam, tornou-se claro que os presentes não estavam de acordo sobre o porquê de estarem lá. Conservadores como Joseph Galloway, John Dickinson, John Jay e Edward Rutledge acreditavam que sua tarefa era forjar políticas para pressionar o Parlamento a rescindir seus atos irracionais. Seu objetivo final era desenvolver uma solução razoável para as dificuldades e promover a reconciliação entre as colônias e a Grã-Bretanha. Outros como Patrick Henry, Roger Sherman, Samuel Adams e John Adams acreditavam que sua tarefa era desenvolver uma declaração decisiva dos direitos e liberdades das colônias. Seu objetivo final era acabar com o que consideravam ser os abusos da autoridade parlamentar e manter seus direitos, que haviam sido garantidos pelas cartas coloniais e pela constituição inglesa.
Roger Sherman negou a autoridade legislativa do Parlamento, e Patrick Henry acreditava que o Congresso precisava desenvolver um sistema de governo completamente novo, independente da Grã-Bretanha, pois os governos coloniais existentes já estavam dissolvidos.  Em contraste com essas ideias, Joseph Galloway apresentou um "Plano de União" que sugeria que um corpo legislativo americano deveria ser formado com alguma autoridade, cujo consentimento seria necessário para medidas imperiais.

## Declaração e Resoluções
No final, as vozes do compromisso carregaram o dia. Em vez de pedir a independência, o Primeiro Congresso Continental aprovou e assinou a Associação Continental em sua Declaração e Resolve, que pedia um boicote aos produtos britânicos para entrar em vigor em dezembro de 1774. Depois que o Congresso assinou em 20 de outubro de 1774 abraçando a não exportação, eles também planejaram a não importação de escravos a partir de 1º de dezembro, o que teria abolido o comércio de escravos nos Estados Unidos da América 33 anos antes de realmente terminar.

## Realizações
A principal realização do Primeiro Congresso Continental foi um pacto entre as colônias para boicotar os produtos britânicos a partir de 1º de dezembro de 1774, a menos que o parlamento rescindisse os Atos Intoleráveis.  Enquanto os delegados se reuniam no Primeiro Congresso Continental, cinquenta e uma mulheres em Edenton, Carolina do Norte, formaram sua própria associação (agora referida como Edenton Tea Party) em resposta aos Atos Intoleráveis que se concentravam na produção de bens para as colônias. Além disso, as colônias da Grã-Bretanha nas Índias Ocidentais foram ameaçadas com um boicote, a menos que concordassem com a não importação de produtos britânicos.  As importações da Grã-Bretanha caíram 97% em 1775, em comparação com o ano anterior. Comitês de observação e inspeção deveriam ser formados em cada colônia para garantir o cumprimento do boicote. Foi ainda acordado que, se os Atos Intoleráveis não fossem revogados, as colônias também cessariam as exportações para a Grã-Bretanha após 10 de setembro de 1775.
As Casas da Assembleia de cada colônia participante aprovaram os trabalhos do Congresso, com exceção de Nova York. O boicote foi implementado com sucesso, mas seu potencial para alterar a política colonial britânica foi interrompido pela eclosão das hostilidades em abril de 1775.
O Congresso também votou para se reunir novamente no ano seguinte se suas queixas não fossem tratadas satisfatoriamente. Antecipando que haveria motivo para convocar um segundo congresso, os delegados resolveram enviar cartas de convite para as colônias que não se juntaram a eles na Filadélfia, incluindo: Quebec, Ilha de São João (atual Ilha do Príncipe Eduardo), Nova Escócia, Geórgia, Flórida Oriental e Flórida Ocidental. Destes, apenas a Geórgia acabaria por enviar delegados para o próximo Congresso.

## Galeria
|                                   |                                 |
| Cópia em relevo da Petição ao Rei | Cópia da Associação Continental |

| |  |
| 200º aniversário do Primeiro Congresso Continental comemorado em dois selos postais de 10 centavos dos EUA da Série Bicentenária de 1971-1983 |  |

|                                                                                              |
| Página signatária da Associação Continental de três páginas assinada por 53 dos 56 delegados |

## Links exernos
- Obras relacionadas com First Continental Congress no Wikisource
- Media relacionados com Primeiro Congresso Continental no Wikimedia Commons
- Full text of Journals of the Continental Congress, 1774–1789Letters of Delegates to Congress, 1774–1789